# Долгое (Залегощенский район)
Долгое — село в Залегощенском районе Орловской области России. Входит в состав Ломовского сельского поселения.

## География
Село находится в центральной части Орловской области, в лесостепной зоне, в пределах центральной части Среднерусской возвышенности, на берегах реки Должанка, на расстоянии примерно 21 километра (по прямой) к юго-западу от посёлка городского типа Залегощь, административного центра района. Абсолютная высота — 198 метров над уровнем моря.
Часовой пояс
Село Долгое, как и вся Орловская область, находится в часовой зоне МСК (московское время). Смещение применяемого времени относительно UTC составляет +3:00.

## История
В 1963 году село Долгое 1-е объединено с деревней Долгое 2-е в одно село Долгое. В 1974 г. в состав села включены деревни Знобишино, Зеленые Сады, Мишково, Меньшикова, Новая Каменка и Хрущевка.

## Население
| 2010 |
| ---- |
| 62   |

Половой состав
По данным Всероссийской переписи населения 2010 года в гендерной структуре населения мужчины составляли 51,6 %, женщины — соответственно 48,4 %.
Национальный состав
Согласно результатам переписи 2002 года, в национальной структуре населения русские составляли 74 % из 88 чел.